# Tati River
Tati River är ett periodiskt vattendrag i Botswana.   Det ligger i distriktet North-East, i den östra delen av landet, 400 km nordost om huvudstaden Gaborone.
Omgivningarna runt Tati River är huvudsakligen savann. Runt Tati River är det mycket glesbefolkat, med 6 invånare per kvadratkilometer.